# تشارلز كارون
تشارلز كارون هو سياسي كندي، ولد في 3 يناير 1768، وتوفي في 30 يناير 1853.